# Dům čp. 295 (Štramberk)
Dům čp. 295 stojí na ulici Horní Bašta ve Štramberku v okrese Nový Jičín. Roubený dům byl postaven na konci 18. století. Byl zapsán do Ústředního seznamu kulturních památek ČR před rokem 1988 a je součástí městské památkové rezervace.

## Historie
Podle urbáře z roku 1558 bylo na náměstí postaveno původně 22 domů s dřevěným podloubím, kterým bylo přiznáno šenkovní právo, a sedm usedlých na předměstí. Uprostřed náměstí stál pivovar. V roce 1614 je uváděno 28 hospodářů, fara, kostel, škola a za hradbami 19 domů. Za panování jezuitů bylo v roce 1656 uváděno 53 domů. První zděný dům čp. 10 byl postaven na náměstí v roce 1799. V roce 1855 postihl Štramberk požár, při němž shořelo na 40 domů a dvě stodoly. V třicátých letech 19. století stálo nedaleko náměstí ještě dvanáct dřevěných domů.
Původní roubený dům čp. 295 byl postaven na konci 18. století, je vsazen do svahu v ulici Horní Bašta. Tuto skutečnost potvrzuje dendrologický průzkum jedlových kmenů roubenky, který datuje jejich kácení na přelom let 1786–1787, 1787–1788 a 1789–1790, v kabřinci 1789. Dům v roce 2010 snesen a nově vystavěn (včetně střechy). Touto přestavbou byly setřeny původní ozdobné architektonické prvky. Objekt je napodobeninou původní předměstské zástavby ve Štramberku.

## Stavební podoba
Dům je přízemní roubená stavba na obdélném půdorysu, je orientovaná štítovou stranou do ulice Horní Bašta. Dispozice původní stavby byla trojdílná se síní, jizbou a komorou. Stavba nově roubená je postavena na vysoké kamenné podezdívce, která vyrovnává svahovou nerovnost. V podezdívce pod štítovým průčelím je vchod do klenutých sklepů překrytý bedněnou přístavbou. Uliční průčelí má tři okna. Štít je trojúhelníkový a byl svisle bedněný. Původní byl s kabřincem ve vrcholu a podlomenicí v patě štítu. Střecha je sedlová.